# Artilleriewerk Jaunpass

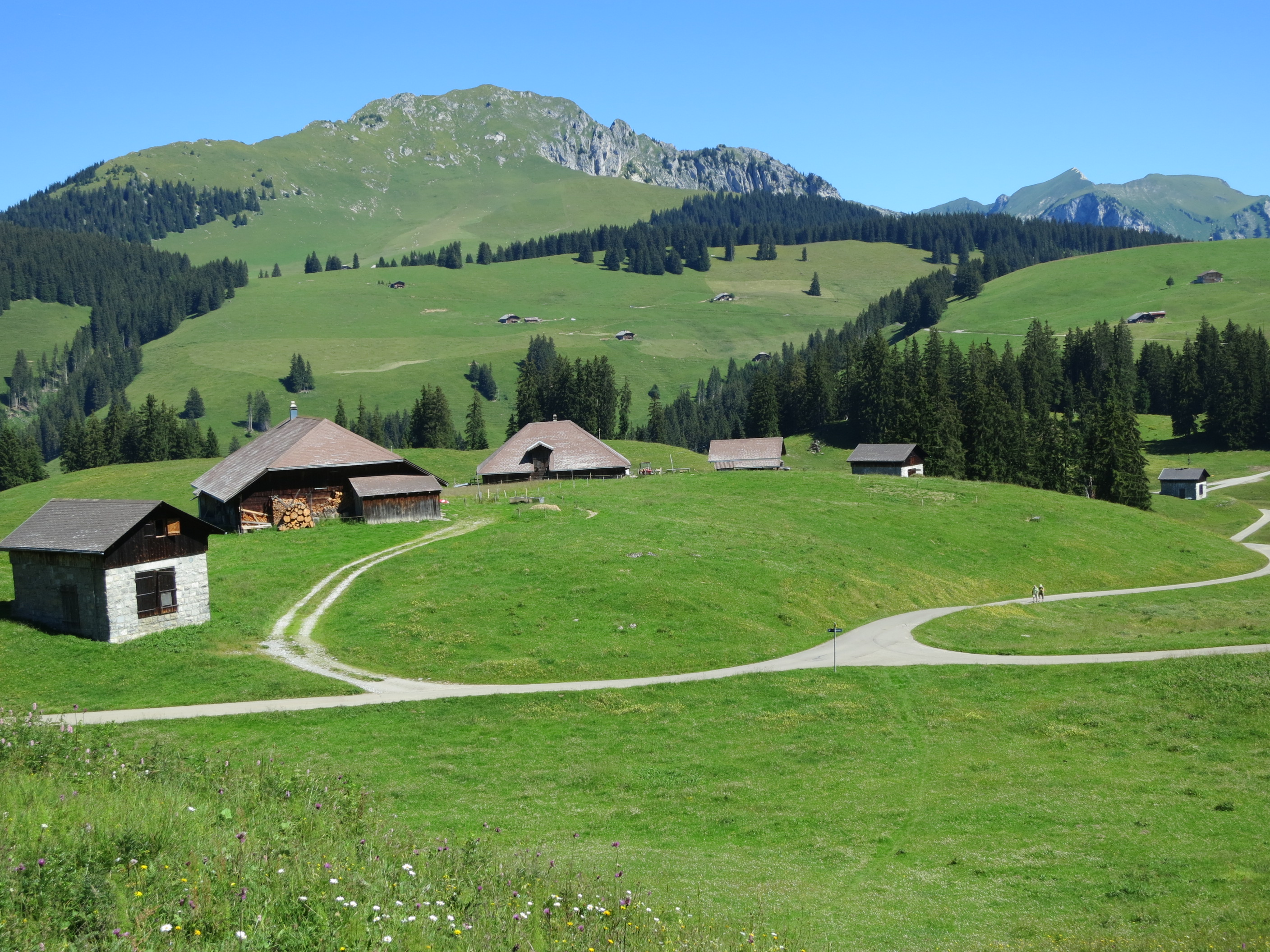
Drei Bunker der Batterie West, Hintergrund Bäderhorn A 1718 bis A 1716

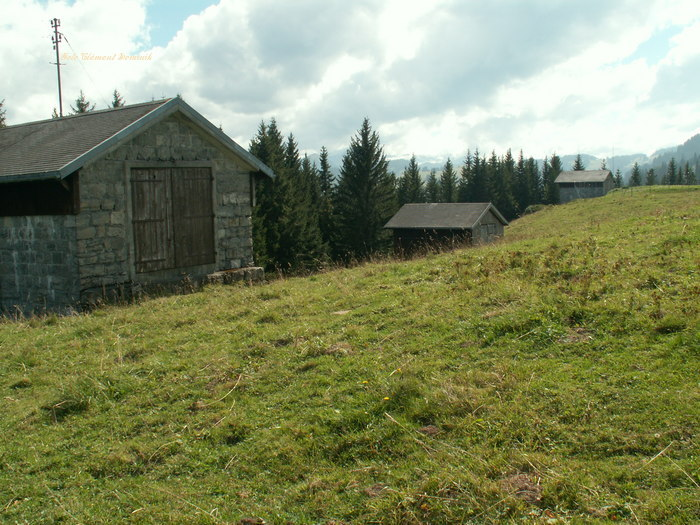
Drei Bunker der Batterie Ost

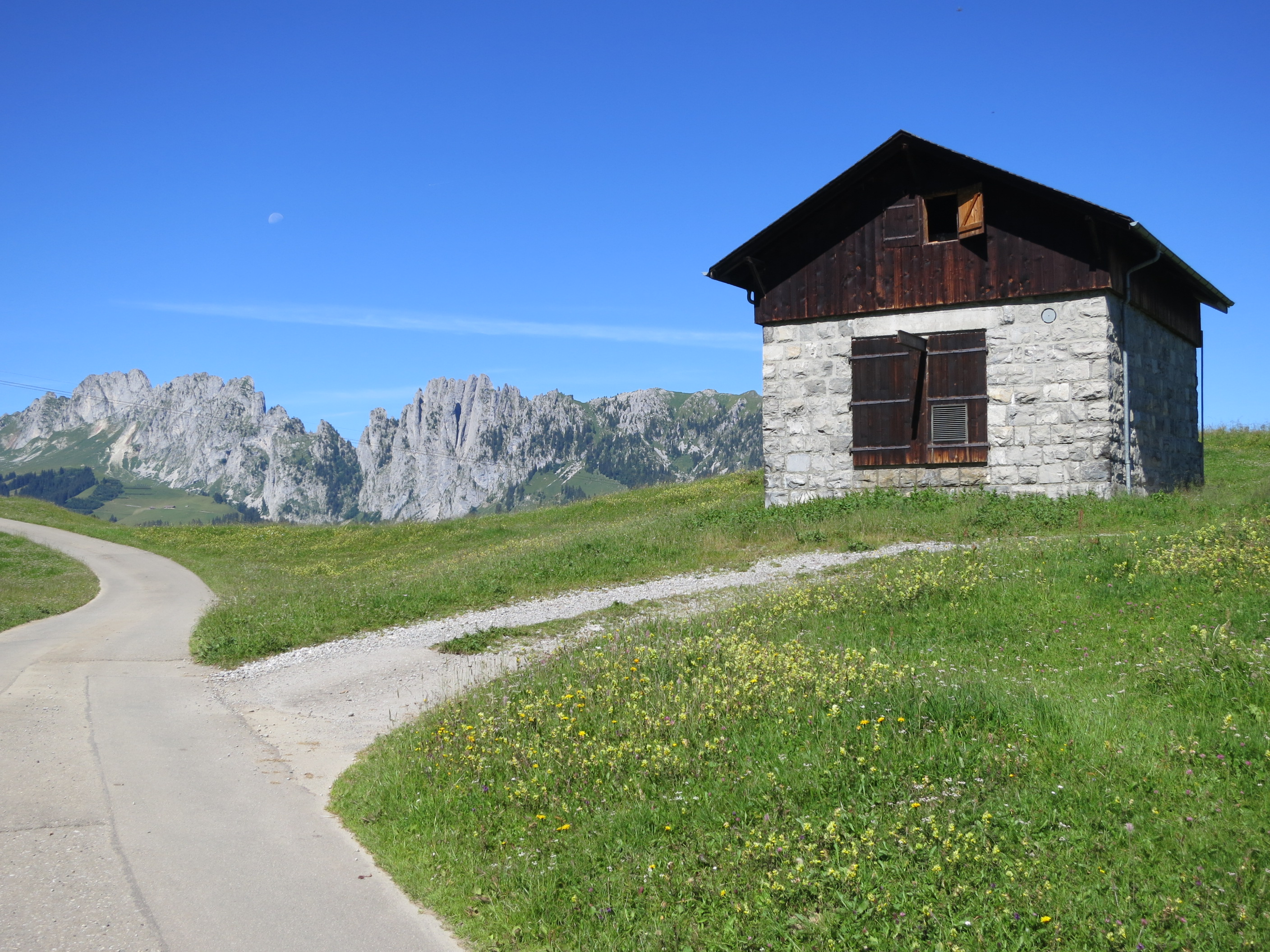
Geschützbunker der Batterie West, Hintergrund Gastlosen A 1718

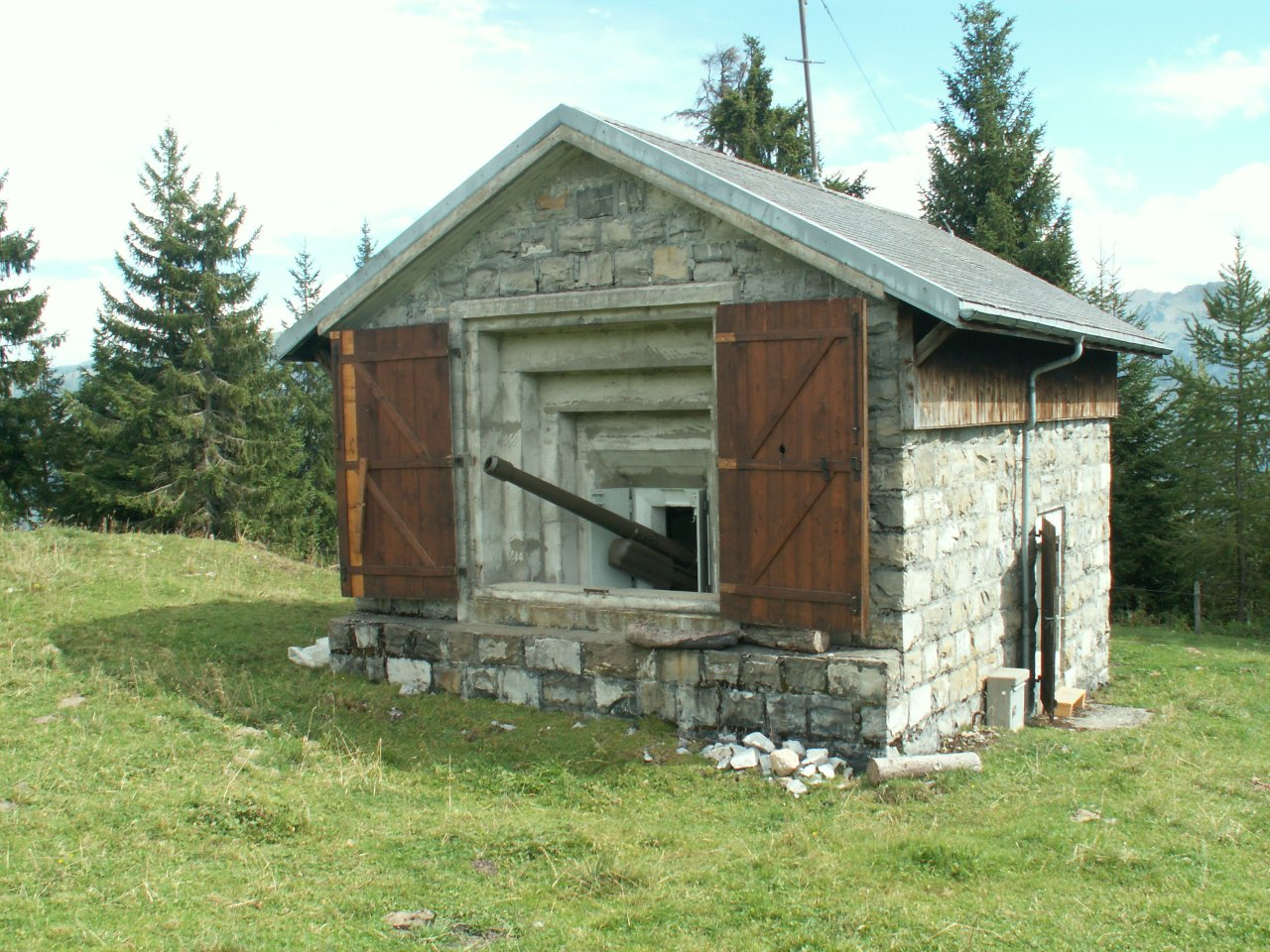
Bunker mit offener Scharte

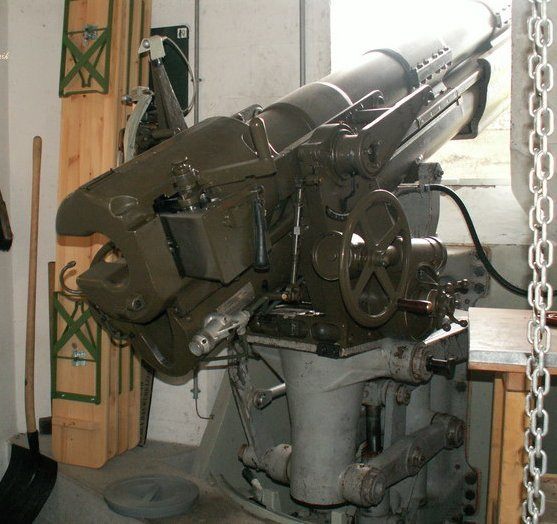
Festungskanone im Bunker

Das Artilleriewerk Jaunpass war eine Verteidigungsstellung der Schweizer Armee. Sie befindet sich auf der Passhöhe des Jaunpass (1509 m), welcher den Kanton Freiburg mit dem Kanton Bern verbindet.

## Strategische Bedeutung
Der Jaunpass verbindet die Region Greyerz (Freiburg) mit dem Simmental (Bern) und stellte somit militärisch eine Schlüsselstellung am Eingang Schweizer Réduit dar.
Auf der genannten Achse befinden sich weitere Artilleriewerke und verbunkerte Sperrstellen.
- Charmey: Sperrstelle La Tsintre
- Im Fang: Infanteriewerk Im Fang
- Im Fang: Artilleriewerk  Gross Tosse
- Artilleriewerk Euschels (7,5 cm)
- Jaun: Sperrstelle Jaun
- Sperrstelle Wimmis–Stockhorn

## Geschichte
Ab 1941 bildete das Gebirgsinfanterieregiment 7 die Kampfgruppe Jaun. Sein Auftrag lautete, die Jauntalachse ab Broc und die Achse vom Schwarzsee über den Euschelspass nach Jaun zu sperren und einen Vorstoss auf den Jaunpass zu verhindern. Sehr rasch nach dem Bezug der Stellungen begann der Bau der Verstärkungen im Gelände. Diese Bunker und Festungen waren ein Bestandteil der schweizerischen Reduit-Strategie. Die Geldmittel wurden vom Bundesrat bewilligt.
Der Bau der Befestigungen wurde vom Technischen Büro des Chefs der Genietruppen geplant und geführt. Einfache Arbeiten wie z. B. Aushub wurden von der Truppe selber ausgeführt. Sprengungen und Kunstbauten wurde von zivilen Baufirmen übernommen. Die Truppenkommandanten wurden in voller Absicht nicht in die Planungen einbezogen, es hiess, der Truppenkommandant habe die Anlage so zu übernehmen, wie sie erstellt worden sei, und sie dann nach bestem Wissen und Gewissen in seine taktischen Überlegungen einzubauen. Wenn die Kommandanten ein Mitspracherecht hätten, würde allzu oft nach einem Kommandowechsel der neue Kommandant mit den Ausführungen seines Vorgängers nicht einverstanden sein und Änderungen wünschen.
Eine Besonderheit war zu der damaligen Zeit, dass die Bunker auf dem Gebiet der 2. Division (BE) lagen, ihre Ziele aber im Raum der 1. Division (FR). Eine Erklärung wäre die topographischen Gegebenheiten der 2. Division im Simmental: Mit den Kanonen konnte man vom Jaunpass aus nur ungenügend ins Simmental wirken.
Nach dem Zweiten Weltkrieg wurde die Artilleriebunker auf dem Jaunpass für Scharfschiessübungen im Verband benutzt, da die meisten Werke um den Thunersee in den Wohngebieten lagen.
Der Verein der Artilleristen und Trainsoldaten des Sensebezirks 2001 zwei der acht Artilleriefestungsbunker auf dem Jaunpass erworben.

## Werk
Das Werk verfügte über acht (zwei Batterien) 10,5-cm-Kasematten, welche als Alphütten getarnt frei auf den Alpwiesen stehen. Je vier Batterien befinden sich rechts (Armeebezeichnung A 1711–1714 Ost) und links (A 1715–1718 West) der Passstrasse, vor und nach der Passhöhe Richtung Jaun. Jeder Bunker (Geschützstand) war für das Schiessen autonom und per Kabel mit der Batteriefeuerleitstelle verbunden.
Die Bunker wurden als Monoblock gebaut und boten der Geschützmannschaft und dem Waffensystem Schutz vor Feindeinwirkung. Die Stellungen waren untereinander nicht mit einem Stollensystem verbunden, in welchem die Mannschaft sich hätte geschützt bewegen können. Auch die exponierte Lage stellte ein hohes Risiko dar, durch den Feind sehr früh erkannt zu werden. Einem möglichen Luftangriff wären die Bunker praktisch schutzlos ausgeliefert gewesen.
- Unterstand Telefonzentrale A 1710 ⊙
- 10,5-cm-Artilleriebunker A 1711 ⊙
- 10,5-cm-Artilleriebunker A 1712 ⊙
- 10,5-cm-Artilleriebunker A 1713 ⊙
- 10,5-cm-Artilleriebunker A 1714 ⊙
- 10,5-cm-Artilleriebunker A 1715 ⊙
- 10,5-cm-Artilleriebunker A 1716 ⊙
- 10,5-cm-Artilleriebunker A 1717 ⊙
- 10,5-cm-Artilleriebunker A 1718 ⊙

## Sperrstelle Abländschen
Die Sperrstelle Abländschen hatte die Umgehungsachse bei einer Sprengung der Passstrasse oberhalb von Jaun zu sichern.
- Infanteriebunker Plagersfluh A 1721: Mg 11, 2 Lmg 25 ⊙
- Infanteriebunker Schwand A 1722: Ik, Mg 11, Lmg 25 ⊙
- Infanteriebunker Auf der Matte A 1723: Mg11, 2 Lmg 25 ⊙
- Telefonzentrale Abländschen ⊙
- Sprengobjekt Plagersfluh Strasse   ⊙

## Sperrstelle Jaun

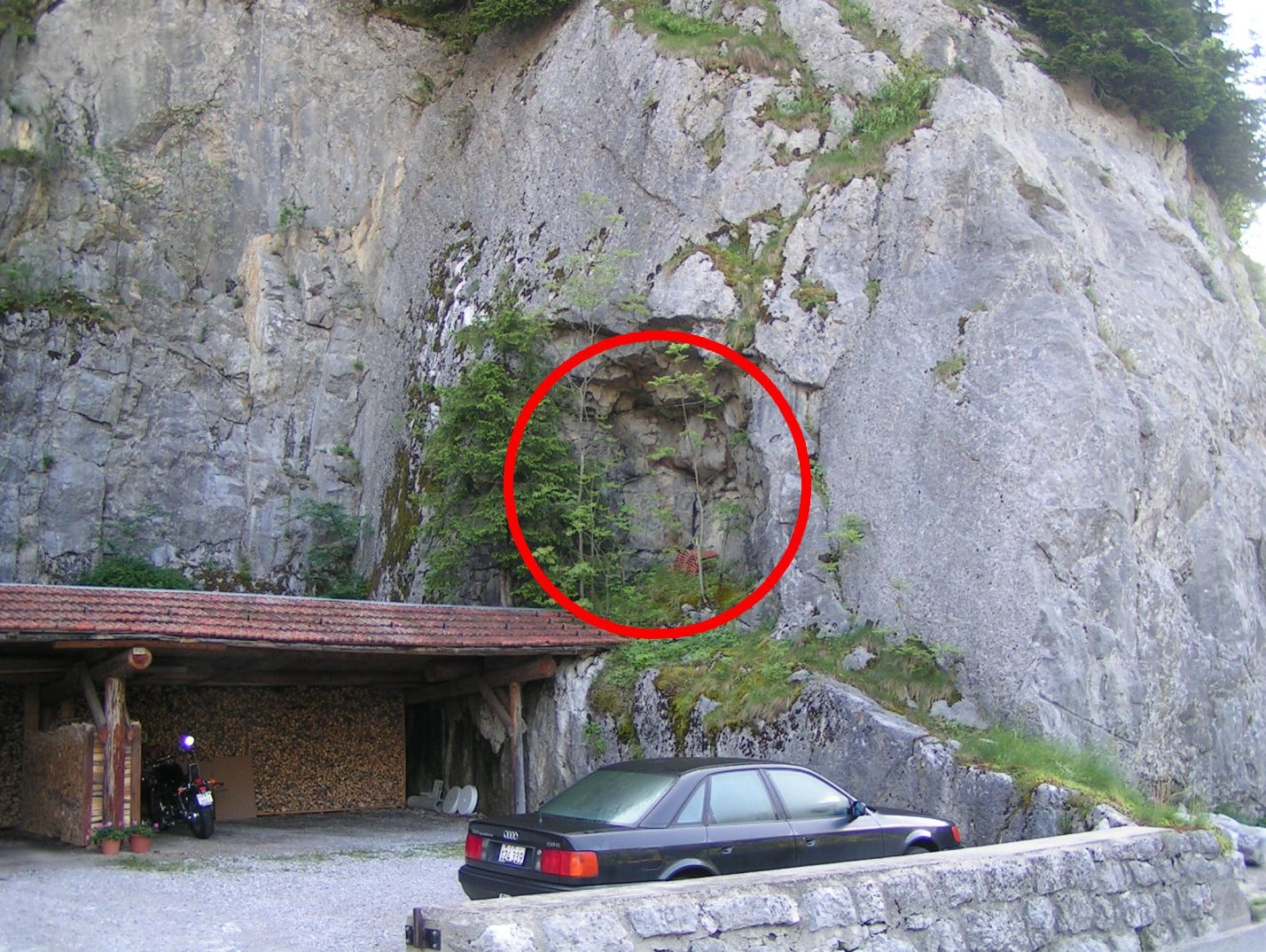
Infanteriewerk «Antoine» A 1745

Die Sperrstelle Jaun (Armeebezeichnung Nr. 2152, 2153 Schwand) hatte rund um das freiburgische Dorf Jaun die Verbindung hinein ins Reduit Richtung Jaunpass zu sichern.
- Festung Euschels A 1743 ⊙
- Infanteriewerk «Antoine»  A 1745 ⊙
- Infanteriewerk (Gegenwerk) A 1746 ⊙
- Artilleriewerk Jaunpass A 1711-18 ⊙